# Provincia di Novara
La provincia di Novara (provincia ëd Noara in piemontese, pruvincia da Nuara o pruincia ‘d Nuara in dialetto novarese e in lombardo) è una provincia italiana del Piemonte di 364 655 abitanti con capoluogo la città di Novara.
È la settima provincia della regione per estensione e la quarta per popolazione. Confina a nord con la provincia del Verbano-Cusio-Ossola, nata per scorporo da Novara nel 1992, a ovest con la provincia di Vercelli anch'essa nata per scorporo da Novara nel 1927, ad est con la Lombardia, confinando con la città metropolitana di Milano e con la provincia di Varese ed a sud con la provincia di Pavia. La provincia di Novara è inoltre membro della Regio Insubrica.

## Geografia fisica
La provincia di Novara si estende fra i fiumi Sesia e Ticino, che delimitano, rispettivamente, il confine occidentale e quello orientale della provincia. A nord e a sud non esistono precisi limiti geografici, pertanto le linee di confine tagliano il territorio seguendo le demarcazioni comunali.
Geograficamente la provincia appartiene ad un più ampio comprensorio che si estende da nord alle alpi (Val Sesia e VCO) a sud sino al fiume Po, comprendente l'intera Lomellina (politicamente in Lombardia). Questo territorio, con confini geografici precisi, corrisponde quasi alla diocesi di Novara e al territorio dove vengono parlati i dialetti del così detto macro-gruppo dei dialetti novaresi.

### Territorio
Il territorio della provincia può essere suddiviso, da sud a nord, in tre diverse zone altimetriche:
- la zona di pianura, detta anche Basso Novarese;
- la zona dei pianalti, delle Colline novaresi;
- la zona dei rilievi, detta del Vergante e del Cusio.

Zona di pianura
La pianura del Basso Novarese è solcata dal fiume Sesia e dai torrenti Agogna, Terdoppio, Arbogna, Neralo, Sparso e il Marcova novarese; inoltre sono numerosissimi i canali artificiali che percorrono la zona. I principali sono il canale Cavour e il Canale Quintino Sella, oltre che i cavi Dassi, Panizzina e Cattedrale, che danno origine ad altri canaletti, più piccoli, importantissimi per trasportare l'acqua nelle risaie e, un tempo, per azionare i mulini (ormai quasi tutti dismessi o sostituiti dalle grandi traverse fluviali). Il Canale Regina Elena, invece, scorre nel medio novarese, ma porta acqua anche nella bassa provincia, tramite i diramatori. Esso trae origine dal Ticino, altro fiume importante ed emissario del Lago Maggiore.
Una zona "anormale" del Basso Novarese è, invece, il paesaggio a sud di Novara: la cosiddetta Valle dell'Arbogna, antico terrazzo fluvioglaciale, le cui collinette sono coltivate sempre a riso.
Il territorio posto immediatamente a est del Sesia, presenta la morfologia di tutto il Basso Novarese ma con differenti e uniche caratteristiche dovute alle non poco frequenti inondazioni del fiume e ai numerosi spostamenti d'alveo del fiume stesso, il cui corso ha delimitato anomale variazioni territoriali.
Possiamo perciò dire che tale territorio aveva un aspetto molto differente da quello attuale. Tenendo conto dei suddetti spostamenti possiamo ipotizzare che il Sesia abbia lasciato svariati paleoalvei, successivamente utilizzati per far scorrere corsi d'acqua artificiali come la roggia Busca o la roggia Bolgora.
Zona dei pianalti
Una decina di chilometri a nord di Novara il paesaggio inizia a mutare e la vasta pianura risicola scompare progressivamente per lasciare il posto a modesti rilievi collinari ricoperti di boschi, prati, vigneti e coltivazioni cerealicole asciutte, prevalentemente di mais. Non si tratta però di un territorio collinare omogeneo bensì costituito da pianalti allungati con direzione prevalente nord-sud, alternati a zone pianeggianti dove scorrono i principali corsi d'acqua. Da ovest ad est si possono distinguere tre pianalti delimitati dai fiumi Sesia, Agogna, Terdoppio e Ticino. Questi residui morenici sono stati formati dell'avanzamento e ritiro delle lingue glaciali provenienti dalla Valsesia e dall'Ossola (attraverso il Cusio ed il Verbano) durante il pleistocene e dalla successiva erosione fluviale.
Il settore compreso tra la Sesia e l'Agogna, ulteriormente solcato all'interno dal torrente Strona, inizia tra Romagnano Sesia e Borgomanero, terminando presso la frazione Proh di Briona e presenta un dislivello medio di 20 metri rispetto alla pianura circostante. Quest'area offre un terreno particolarmente favorevole alla coltivazione della vite.

Il secondo ed il terzo pianalto hanno origine tra Borgomanero e Comignago e terminano l'uno presso la frazione Castelletto di Momo e l'altro presso la frazione Cavagliano di Bellinzago Novarese. Il terrazzo morenico presente più a sud, tra Novara e Vespolate, potrebbe essere la continuazione di quest'ultimo.
Zona dei rilievi
Al di sopra della linea Romagnano Sesia-Borgomanero, allo sbocco della Valsesia, si eleva il gruppo del monte monte Fenera mentre nell'area settentrionale della provincia si trovano il Lago Maggiore ed il Lago d'Orta; tra i due laghi si erge il massiccio collinare-montuoso del Mergozzolo che culmina con la cima del Mottarone (1491 m), al confine con la provincia del VCO.
L'altitudine provinciale varia dai 98 m s.l.m. della sponda del fiume Ticino nel comune di Cerano a circa 1400 m s.l.m., poco al di sotto della vetta del Mottarone, nel comune di Armeno.

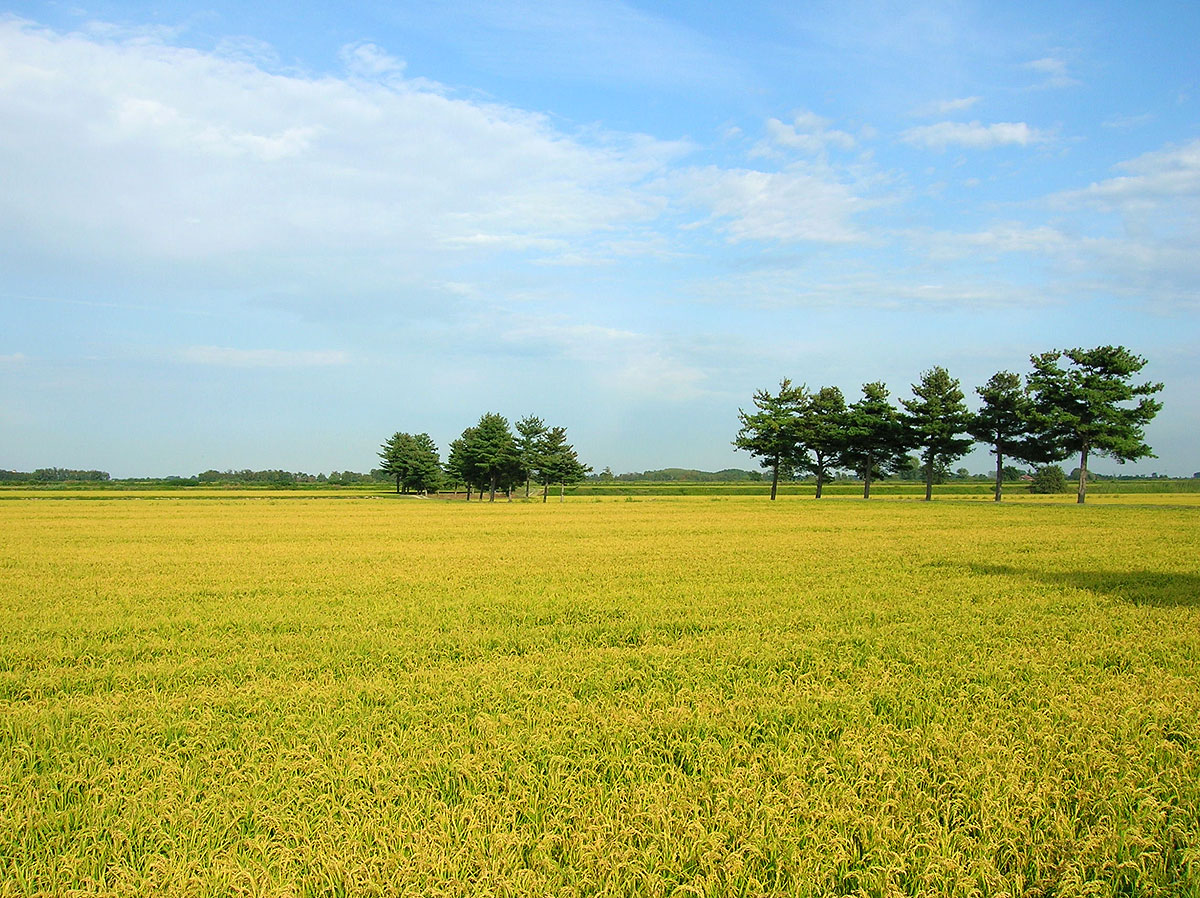
Risaie della bassa novarese tra Vespolate e Monticello
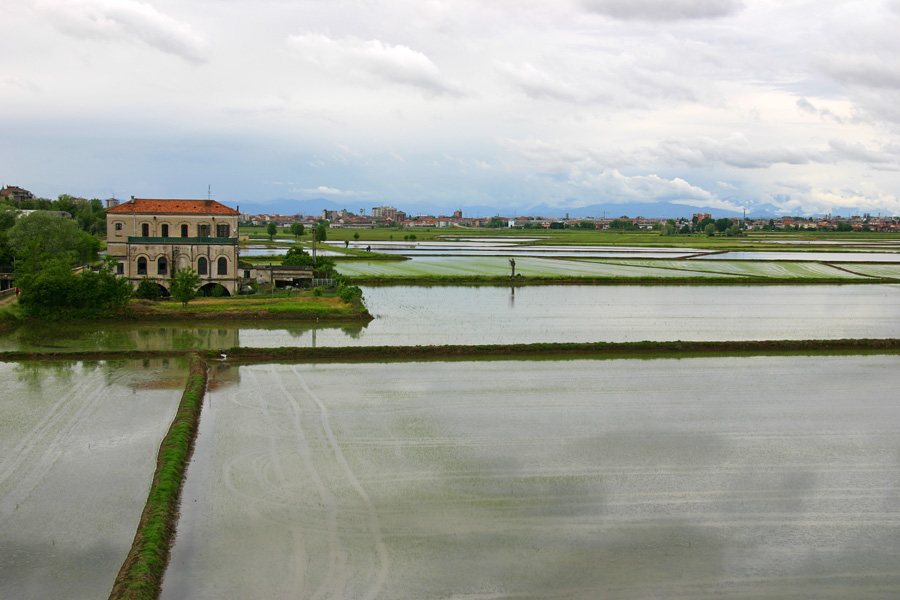
Risaie allagate alla periferia di Novara
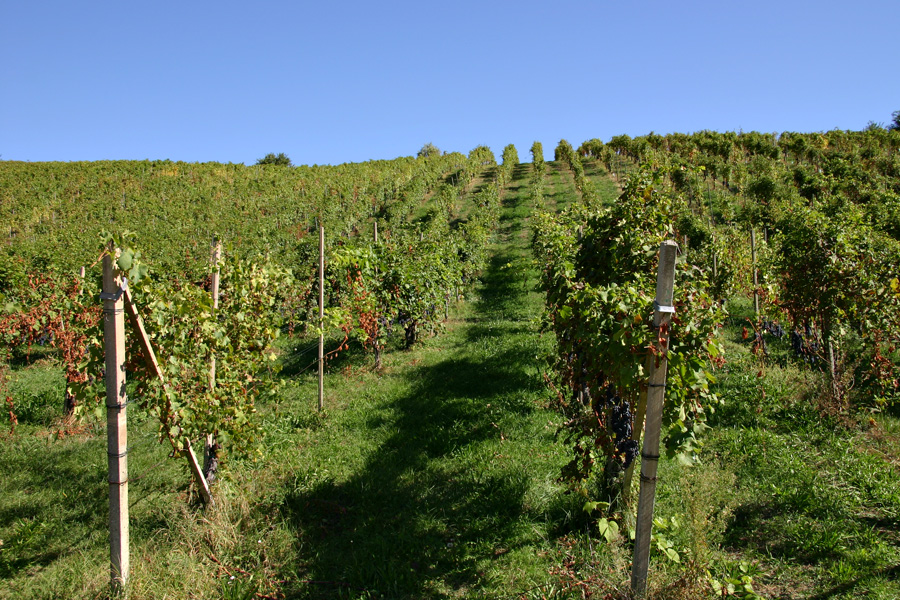
Vigneti delle Colline Novaresi presso Ghemme
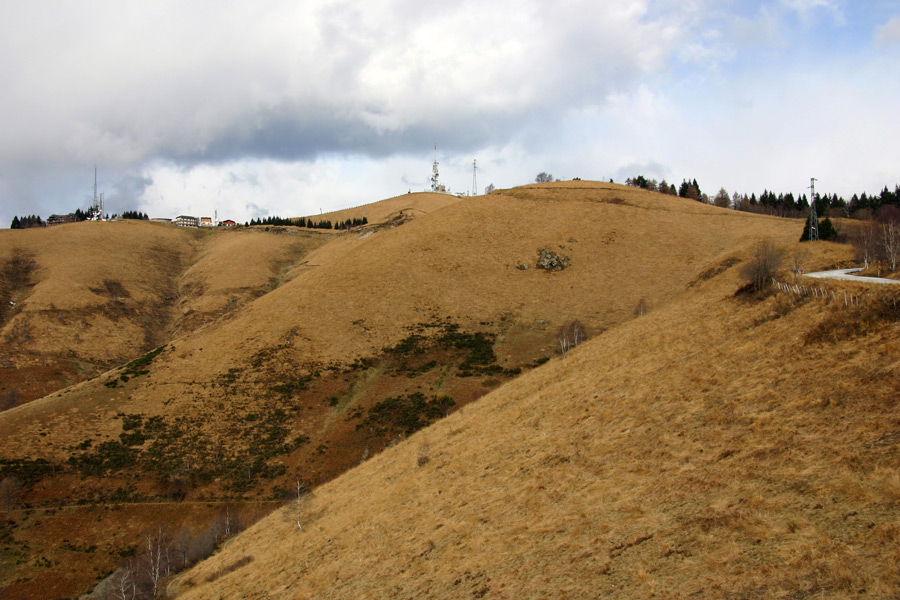
La vetta del massiccio del Mottarone

### Idrografia

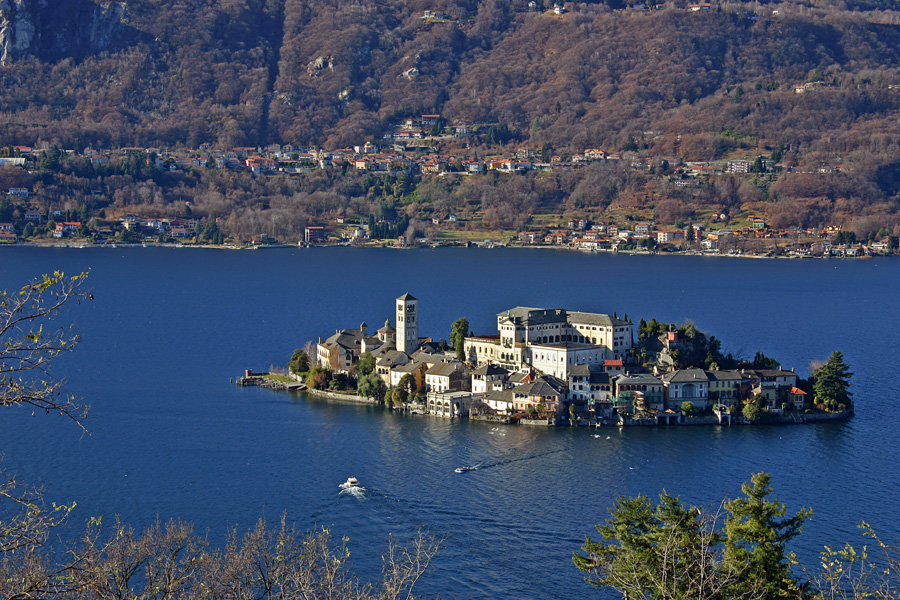
Il Lago d'Orta e l'Isola di San Giulio.

La provincia di Novara comprende la porzione meridionale della sponda occidentale del Lago Maggiore, da Castelletto Ticino fino a Lesa, e la quasi totalità del lago d'Orta, ad eccezione della punta settentrionale.
I principali corsi d'acqua sono:
- il fiume Ticino, lungo il confine con la Lombardia
- il fiume Sesia, lungo il confine con la Provincia di Vercelli
- il torrente Agogna
- il torrente Terdoppio
- il torrente Arbogna
- il torrente Vèvera
- il torrente Strona
- il torrente Sizzone

Attraversa la provincia anche una fitta rete di canali artificiali sfruttati per l'irrigazione delle coltivazioni di riso, tra i quali i principali sono il Canale Cavour, il Canale Quintino Sella, il diramatore Alto Novarese, il canale Regina Elena e la Roggia Mora (tutti in gestione all'ente Est Sesia) che si suddividono poi in una rete capillare di canali sempre più piccoli. Il territorio provinciale si presenta quindi molto ricco di acque superficiali, risorsa fondamentale per l'agricoltura.

## Storia
Situata nell'estremo oriente piemontese, venne abitata dai Liguri già da alcuni millenni prima di Cristo e successivamente dai Celti (IV secolo a.C.), che nella pianura fondarono il centro di Aria. La tribù gallica stanziatasi nell'attuale Novarese fu quella dei Vertamocori che secondo Plinio il Vecchio furono i fondatori di Novara, anche se attuali scoperte indichino che il centro più importante fosse situato più a Nord.
Nel 196 a.C. giunsero i Romani che conquistarono la regione, accampandosi ad Aria, e rinominandola in Novaria. Circa 150 anni dopo, Giulio Cesare concesse al piccolo centro il titolo di municipium, unico vero insediamento della zona.
Già dal II secolo a.C. era attivo sul Passo del Sempione un sentiero romano che conduceva alla Civitas Vallensium, ossia al Canton Vallese. Raggiunto dal Cristianesimo tra i secoli IV e V, dopo la caduta dell'Impero romano d'Occidente, il territorio dell'attuale provincia (comprensivo del Verbano-Cusio-Ossola) fu occupato prima dagli Ostrogoti e poi dai Longobardi, inframezzati dalla riconquista romana dell'Italia. Nel 774 Carlo Magno conquistò il regno longobardo e nel 776, dopo la rivolta del duca del Friuli Rotgaudo, lo suddivise in comitati. In ogni caso, nel territorio dell'attuale provincia il potere vescovile rimase marcato e relativamente regolare attraverso i secoli, ed esteso fino ai lembi estremi della Val d'Ossola (Val Formazza e Val Divedro). Nel 1291 il conte di Castello vendette Sempione e Gondo al vescovo di Sìon Boniface de Challant.
La storia del territorio, comunque, rimane strettamente legata a quella delle nobili famiglie che vi si insediarono anche in tempi molto antichi ed influenzarono la vita economica, politica, religiosa ed sociale, in particolare:
- I Blanderate: La prima figura storica della casata dei Conti di Blanderate è quella di Alberto di Blanderate, nato presumibilmente dopo la metà dell'XI secolo e discendente dalla famiglia che estendeva il suo dominio su Varallo Pombia, la Val d'Ossola e la Valsesia. Il matrimonio di Guido, figlio di Alberto, con la sorella del Marchese Guglielmo di Monferrato fu molto importante poiché univa due delle più importanti e potenti famiglie di fede imperiale dell'Italia settentrionale. A partire dall'ingresso di Novara nella Lega Lombarda dei Comuni (1167), la potenza dei Blanderate venne molto ridimensionata ed iniziò un confronto, durato secoli, con la potenza di Novara. In seguito i Blanderate furono vassalli dei Gonzaga e dei Savoia e si legarono pure alla Chiesa grazie ai diversi ruoli ed incarichi di Gianfrancesco di Blanderate, membro del catasto, all'interno della diplomazia papale.
- I Gautieri: All'inizio del Settecento molte terre del Basso Novarese (in particolare Casalbeltrame), vennero comprate dalla famiglia Gautieri, la quale partecipò attivamente all'amministrazione del borgo, rimanendovi sino al XX secolo.
- I Gualone: Il nome di Casalvolone deriva probabilmente dalla presenza nella regione delle corti e dei casali longobardi, con l'aggiunta del proprietario casale di Gualone e compare in un documento datato 11 maggio 944. Da un diploma di Corrado il Salico datato nel 1039, risulta presente in Casalvolone la famiglia Guaia, che detiene il borgo sino all'anno 1356, quando Casalbeltrame passò ai Visconti.
- I Tornielli: I Tornielli furono una delle più importanti e antiche famiglie di Novara che si alternarono nel dominio della città con i Brusati e i Cavallazzi. I membri di questa importante famiglia svolsero un ruolo di primo piano nella storia del Basso Novarese e, soprattutto, di Novara, nei secoli XII, XIII e XIV. I Tornielli furono a capo della fazione ghibellina (Pars Rotunda) contrapposta a quella guelfa (Pars Sanguigna) capeggiata dai Brusati e dai Cavallazzi. A partire dal XII secolo, numerosi furono i Tornielli che ricoprirono le più prestigiose cariche cittadine sia civili che religiose. Particolarmente Giuseppe Maria Tornielli (1764-1846) fu chiamato gentiluomo da camera da Vittorio Amedeo II. Nel 1816 venne nominato intendente generale di Savoia e nel 1824 viceré di Sardegna. Un ramo di questa nobile famiglia si spostò poi a Borgolavezzaro.[4]

Successivamente, intorno al XV secolo, i contrasti interni al capoluogo portarono l'intero territorio, ad eccezione della "Riviera di San Giulio", a scivolare in possesso della famiglia Visconti di Milano e successivamente in mano agli Sforza, periodo al quale buona parte del Novarese deve il ceppo insubrico-lombardo (e non piemontese) della sua lingua.
A questo punto il Novarese seguì le sorti delle regioni circostanti, subendo il dominio spagnolo durato alcuni secoli (e al quale si deve il nome di alcuni centri quali Cavaglio San Donnino o Cavaglio d'Agogna) finché, all'inizio del XVIII secolo, queste terre vennero conquistate dai Savoia con Vittorio Amedeo II, e tali rimasero durante la dominazione napoleonica, fino all'unificazione del Regno d'Italia.
Il dominio napoleonico portò in Italia un'organizzazione statale molto gerarchizzata, dopo la Restaurazione Casa Savoia pertanto cercò di adeguarvisi istituendo province più grandi sul suo territorio (in somiglianza dei dipartimenti francesi), con a capo un governatore (nel 1860 ribattezzato prefetto): il ministro che per primo vi diede attuazione fu Urbano Rattazzi, che nel 1859 suddivise il Piemonte in 4 province: Torino, Alessandria, Cuneo e Novara.
La provincia di Novara così definita, occupava allora un territorio vastissimo, ed era suddivisa fra i circondari di Biella, Domodossola, Novara, Pallanza, Varallo e Vercelli, quindi comprendeva per intero i territori delle odierne province di Vercelli, Biella e Verbano-Cusio-Ossola.
L'alessandrino ministro che ne disegnò la circoscrizione tenne poco in considerazione il marcato orgoglio di Vercelli, da tempo abituata ad essere capoluogo di provincia e che ora soggiaceva a Novara. Le proteste della città s'intensificarono finché Benito Mussolini, nel 1927, ne separò il territorio.
Nel 1929 la provincia di Novara ricevette il comune di Campello Monti, già parte della provincia di Vercelli.
Il territorio ora appariva estremamente simmetrico, perlomeno orizzontalmente, configurandosi con la zona pianeggiante, collinare e alpina, orbitante sul capoluogo Novara, per topografia stradale, ma soprattutto per dialetto, tradizione e cultura; l'unico inconveniente era che alcune zone nell'estremo nord della provincia (quali la Val Formazza, la Val Divedro o la Val Cannobina) distavano oltre 100 km dal capoluogo ed erano difficilmente raggiungibili.
Nel 1976 fu istituito il circondario autonomo del Verbano-Cusio-Ossola, con sedi a Domodossola, Omegna e Verbania; questo tuttavia ad alcuni non parve sufficiente e si giunse nel 1992 all'istituzione della provincia del Verbano-Cusio-Ossola, fatto che ridusse la provincia di Novara alle dimensioni attuali. Benché amministrativamente separato, il Verbano-Cusio-Ossola continua ad orbitare su Novara, che rimane l'unica città del Piemonte orientale di considerevoli dimensioni (oltre al legame culturale e linguistico fra le due terre). La separazione tuttavia consentì a Palazzo Natta (sede della Provincia di Novara) di raffinare la gestione del territorio e migliorarne il governo, essendo diventato oramai piccolo e sostanzialmente pianeggiante o collinare.

### Simboli

Gonfalone provinciale

Lo stemma attuale è stato concesso insieme al gonfalone con regio decreto del 5 settembre 1929.
Il disegno è ripreso dall'antico sigillo del comune medievale, databile intorno al 1300. Lo scudo è timbrato dalla corona di Provincia, ma di solito non è ornato dal serto di foglie.
Dal 1890 circa, al 1927, venne utilizzato uno scudo partito di uno e troncato di due: il 1° di Novara (di rosso, alla croce d'argento); il 2° di Vercelli (d'argento alla croce di rosso); il 3° di Biella (d'oro, all'olmo al naturale, terrazzato di verde, all'orso al naturale, passante alla base dell'olmo); il 4° di Pallanza (troncato: di sopra d'oro, all'aquila al naturale al volo spiegato; di sotto, d'argento, all'albero al naturale); il 5° di Borgosesia (d'azzurro, all'aquila posata su due cime, il tutto al naturale); il 6° di Domodossola (di rosso, alla croce d'argento, caricata in cuore di una stella di rosso, e accantonata da quattro stelle d'argento.
Erano rappresentate le armi dei principali centri compresi nel territorio. Nel 1927, avendo la provincia ceduto Vercelli, Biella e Borgosesia, lo stemma risultò inadeguato e fu sostituito da quello attuale.
Il gonfalone è un drappo di azzurro. La bandiera è azzurra, caricata dello stemma, con la corona, senza serto di fronde; sotto lo stemma, la scritta (talora omessa) "Provincia di Novara", in caratteri maiuscoli d'oro.

## Natura

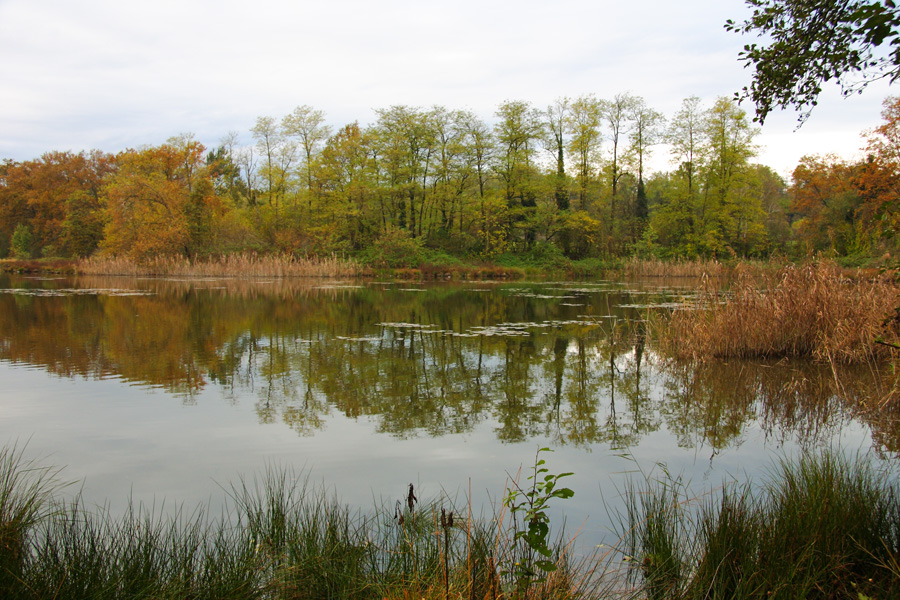
Parco naturale dei Lagoni di Mercurago

### Parchi regionali
- Parco naturale della Valle del Ticino
- Parco naturale del Monte Fenera
- Parco naturale dei Lagoni di Mercurago (Parchi e Riserve Naturali del Lago Maggiore)

### Riserve naturali regionali
Parco Baragge – Bessa – Brich
- Riserva naturale orientata delle Baragge

Parchi e Riserve Naturali del Lago Maggiore
- Riserva naturale speciale dei Canneti di Dormelletto
- Riserva naturale orientata di Bosco Solivo (non inclusa nell'EUAP)

Parco del Sacro Monte di Orta
- Riserva naturale speciale del Sacro Monte di Orta
- Riserva naturale speciale del Monte Mesma
- Riserva naturale speciale del Colle della Torre di Buccione

## Società

### Evoluzione demografica

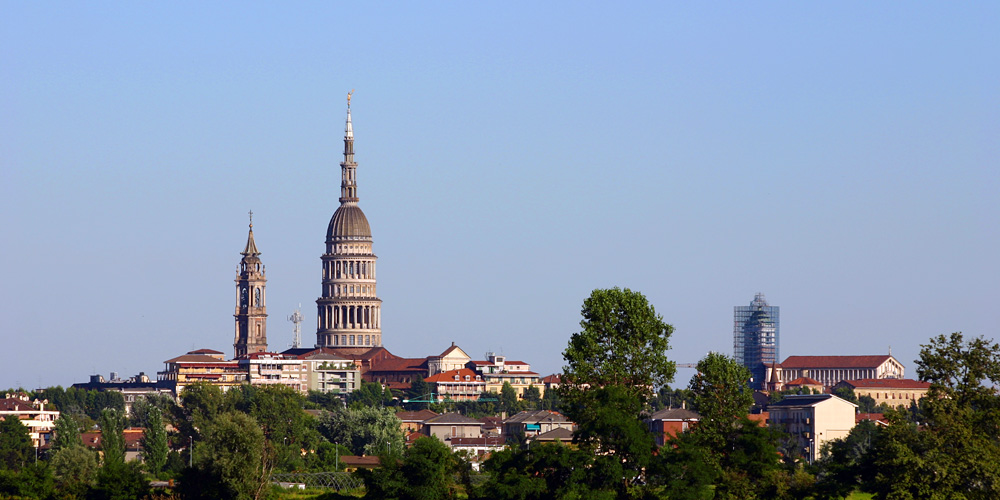
La città di Novara

A gennaio 2021 la provincia di Novara contava 362 925 abitanti. Il saldo demografico rispetto al gennaio 2011 risulta in passivo con una perdita di 9 938 abitanti.
Al contrario a gennaio 2021 la popolazione straniera regolarmente residente nella provincia risultava essere composta da 38 218 individui, un numero più che quadruplicato se confrontato con il dato del 2001 quando gli stranieri registrati risultavano essere 9 375.
La popolazione è concentrata maggiormente nel capoluogo, nei paesi prossimi al confine lombardo segnato dal fiume Ticino, quali Trecate, Galliate, Cameri, Bellinzago Novarese, Oleggio e Castelletto sopra Ticino, e sulle sponde del Lago Maggiore e del Lago d'Orta nelle località di Arona e Borgomanero. L'occidente della provincia è invece principalmente dedito all'agricoltura e scarsamente popolato.

### Qualità della vita
Secondo il dossier annuale sulla qualità della vita in Italia de Il Sole 24 Ore la provincia di Novara nel 2023 è al 42º posto. La migliore posizione registrata dalla provincia in questa classifica risale al 2000 (15º) mentre la peggiore risale al 2014 (66º). Nella classifica 2023 dei "Comuni Ricicloni", le agenzie di raccolta e riciclo rifiuti del medio e basso novarese si collocano rispettivamente al 16º e 19º posto tra i consorzi di gestione rifiuti sopra i 100000 abitanti.

## Economia

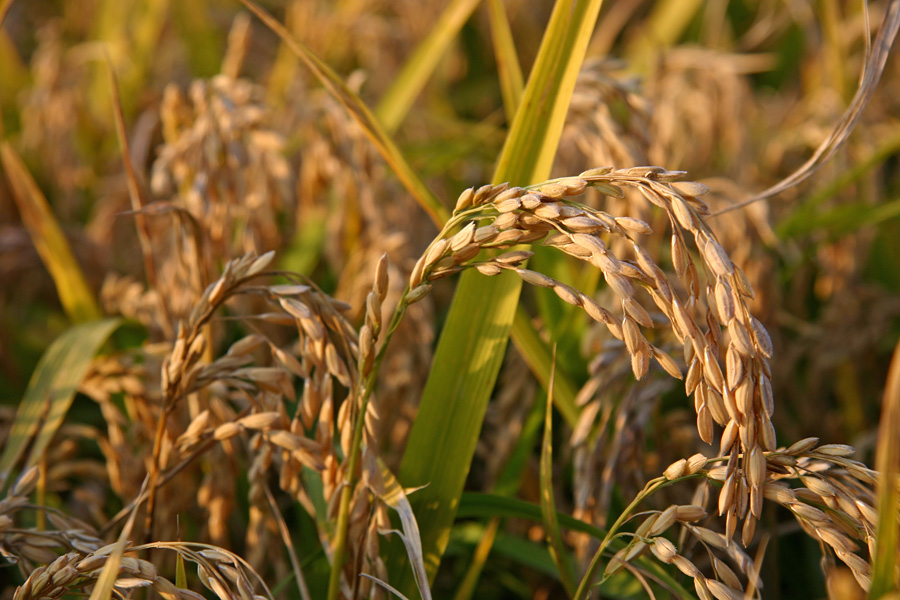
Pianta di riso allo stato di maturazione

La provincia si configura come un interessante incontro geo-economico fra l'industrializzazione e terziarizzazione lombarda, e la trainante produzione agricola piemontese.
L'agricoltura è praticata specialmente nell'ovest e sud della provincia, tra il capoluogo ed il fiume Sesia, mentre l'attività industriale e terziaria è maggiormente sviluppata nella zona orientale confinante con la Lombardia, oltre che intorno a Novara e ad altre città come Borgomanero ed Arona.
Anche il turismo ha un ruolo significativo nell'economia del territorio ed è sviluppato soprattutto nelle località sulle rive del Lago Maggiore e del Lago d'Orta.

### Agricoltura e zootecnia

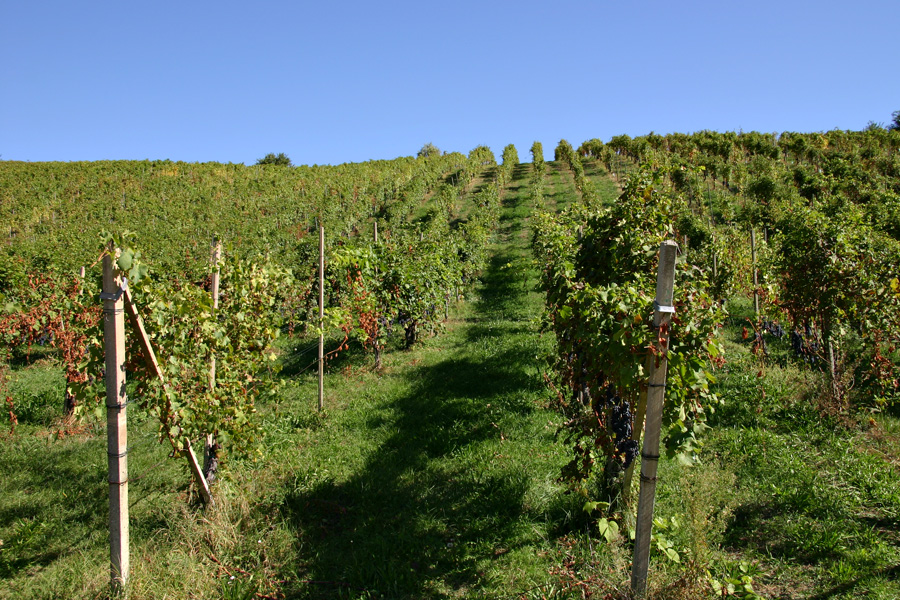
Coltivazioni di vite nel comune di Ghemme

L'agricoltura intensiva si concentra nelle zone di pianura (82% della superficie agricola utilizzata). La coltura principale è quella del riso con circa 35000 ha di superficie coltivata, distribuiti principalmente nell'ovest e nel sud della provincia ed intorno al capoluogo; la provincia di Novara rappresenta il terzo polo risicolo italiano dopo le province di Vercelli e Pavia. La seconda coltura più diffusa è il mais con oltre 12000 ha coltivati soprattutto nella medio-alta provincia, al di sopra della pianura irrigua. La superficie seminata a frumento si attesta a poco meno di 3000 ha; in misura minore sono presenti anche soia, orzo, avena, segale e triticale.
Altra coltura importante è quella della vite, coltivata nella zona delle colline novaresi su una superficie complessiva di quasi 700 ettari. Dai vitigni del territorio si producono importanti vini a Denominazione di Origine Controllata ed il Ghemme DOCG. Ulteriori 90 ettari circa sono sfruttati per la coltivazione di uva da tavola.
Lungo la sponda del lago Maggiore ha grande rilevanza il settore della floricoltura.
Piccole superfici agricole sono inoltre utilizzate per l'orticoltura e la frutticoltura, con produzione principalmente di mele.
L'allevamento è soprattutto di suini e bovini, praticato prevalentemente in pianura. È presente anche una delle più importanti aziende italiane nel campo dell'allevamento bufalino.
Il latte bovino è utilizzato per la produzione di un altro prodotto tipico gastronomico: il gorgonzola DOP, del quale la provincia è ormai patria e maggiore produttrice nazionale. Il gorgonzola novarese è anche considerato il più pregiato.
Un ruolo importante e ben radicato è ricoperto dall'apicoltura che ha la sua eccellenza nella produzione di miele d'Acacia.

### Aziende principali
- A Novara vi era un polo chimico legato alla Montecatini, sede tradizionale dell'industria dell'ammoniaca con il procedimento Fauser e dell'istituto di ricerca dedicato a Guido Donegani. In seguito si è scissa, portando alla creazione del principale stabilimento europeo della multinazionale statunitense MEMC Electronic Materials, di Radici Chimica e di AkzoNobel. Altre aziende conosciute in ambito nazionale ed internazionale sono la De Agostini, operante nel campo dell'editoria/cartografia/multimedialità e scommesse sportive attraverso il controllo della società Lottomatica; nel campo alimentare vi sono le sedi della Pavesi, e della PAI, oltre ad alcuni caseifici specializzati soprattutto nel Gorgonzola, come la Igor; sempre a Novara hanno sede l'Autogrill S.p.a. nel campo della ristorazione mentre nel settore finanziario vi è la Banca Popolare di Novara.
- A San Pietro Mosezzo si trovano molte aziende artigianali e di logistica come Saima Avandero e Ceva.
- A San Martino di Trecate è presente l'importante complesso di raffinerie SARPOM, di proprietà Esso.
- A Cameri trovano sede l'azienda farmaceutica Procos di proprietà della multinazionale giapponese CBC, la storica tessitura Bossi e la multinazionale statunitense Meritor operante nel settore dei veicoli pesanti.
- A Landiona ha sede la Mirato operante nel settore cosmetici.
- A Vicolungo e nella vicina Biandrate sono situati sia un importante villaggio Outlet (Vicolungo The style outlet), sia un centro logistico rilevante.
- A Castelletto sopra Ticino sulla statale Sempione vi è un'ampia zona commerciale con numerose catene e negozi.
- A Orfengo si trova la Sambonet Paderno Industrie, produttore di posateria, vasellame e pentolame di qualità che sta conoscendo una fase di sviluppo.
- Sul Lago d'Orta, principalmente nei comuni di Pogno, San Maurizio d'Opaglio e Gozzano, si concentra il più importante polo italiano dedito alla produzione di rubinetti e valvole.
- A Borgomanero ha sede il Mecaer Aviation Group (MAG), produttore di componentistica di aerei ed elicotteri.
- Nell'area d'imbocco della Valsesia, da Ghemme a Romagnano, si trovano tra le altre: la Ponti, produttrice del noto aceto balsamico, la Francoli Grappe, e uno dei centri produttivi italiani della Kimberly-Clark

## Cultura

### Castelli

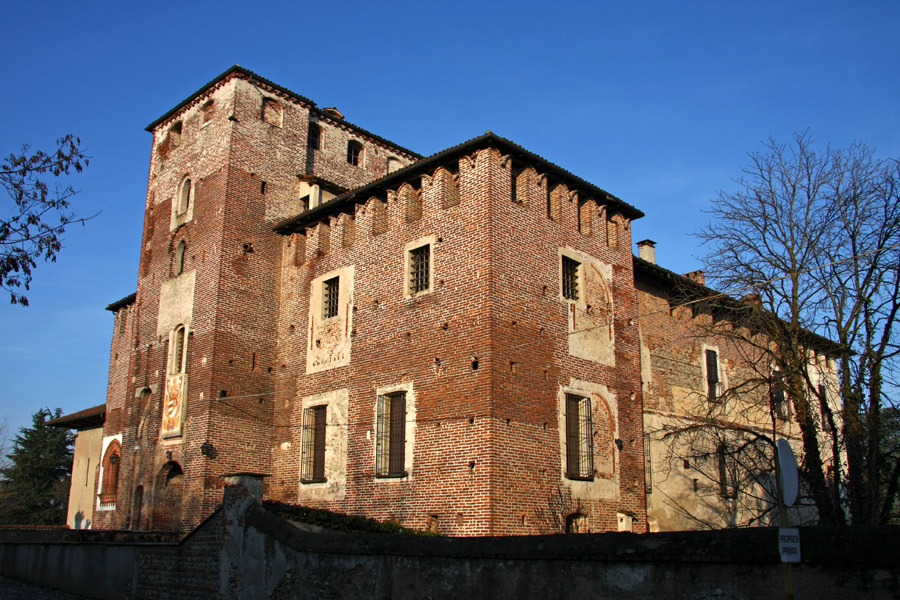
Il castello di Caltignaga

Il territorio della provincia di Novara è ricco di castelli, se ne contano circa 110 ancora esistenti (in 77 degli 87 comuni) tra torri, fortificazioni, ricetti e castelli di varie dimensioni. Questa sorta di primato ha fatto nascere nel 2008 un progetto denominato "Parco Ludovico il Moro – I Cento Castelli di Novara" (Interreg IV A Italia Svizzera 2007-2013) allo scopo di valorizzare e promuovere questa ricchezza territoriale. Tra i sostenitori del progetto vi è anche il critico d'arte Vittorio Sgarbi.
Tra gli esempi più significativi si ricordano:
- Il castello di Barengo
- Il castello "Solaroli" di Briona
- Il castello di Caltignaga
- Il castello dei Caccia di Castellazzo Novarese
- Il castello Sforzesco di Galliate
- Il castello-ricetto di Ghemme
- Il castello di Novara
- Il castello di Proh (frazione di Briona)
- La rocchetta di Vicolungo

### Chiese
Nel territorio sono presenti numerose chiese ed edifici storici; alcuni di questi sono stati risanati nel corso degli anni, mentre altri sono in stato di semi abbandono o di rovine (es. il Castello di Monticello, sulla collina sotto il torrente Neralo).
L'elemento architettonico più significativo di Novara è la sua maestosa cupola, alta 121 metri, progettata dall'architetto-ingegnere Alessandro Antonelli, assurta a simbolo della città e segno distintivo del suo panorama, osservabile da tutte le arterie stradali che conducono in città.
La chiesa parrocchiale di San Bartolomeo e Gaudenzio di Borgolavezzaro (XIX secolo), progettata nel 1858 dall'architetto Alessandro Antonelli e terminata nel 1862, si trova nella piazza al centro del borgo. In stile neoclassico, ha una sola navata ed è preceduta da un pronao con quattro colonne in granito e capitelli corinzi che sostengono un architrave con timpano. Il campanile è antecedente e risale al seicento.
Il duomo di Novara, assieme agli altri edifici sacri ad esso connessi, si trova nel cuore della città, in Piazza della Repubblica, dove sorgeva una precedente cattedrale romanica dell'XI-XII secolo, abbattuta dall'Antonelli per fare posto al nuovo edificio

### I grandi tenimenti delle antiche famiglie
Tra il 1600 ed il 1700 si registrò da una parte l'ampliamento della rete irrigua e dall'altra l'organizzazione delle terre agricola in grandi proprietà strettamente legate alle più importanti famiglie novaresi.
Di estremo interesse sono le terre dell'Abbazia di San Nazzaro Sesia, dei Gautieri, dei Lodi Cusani e dei Tornielli.

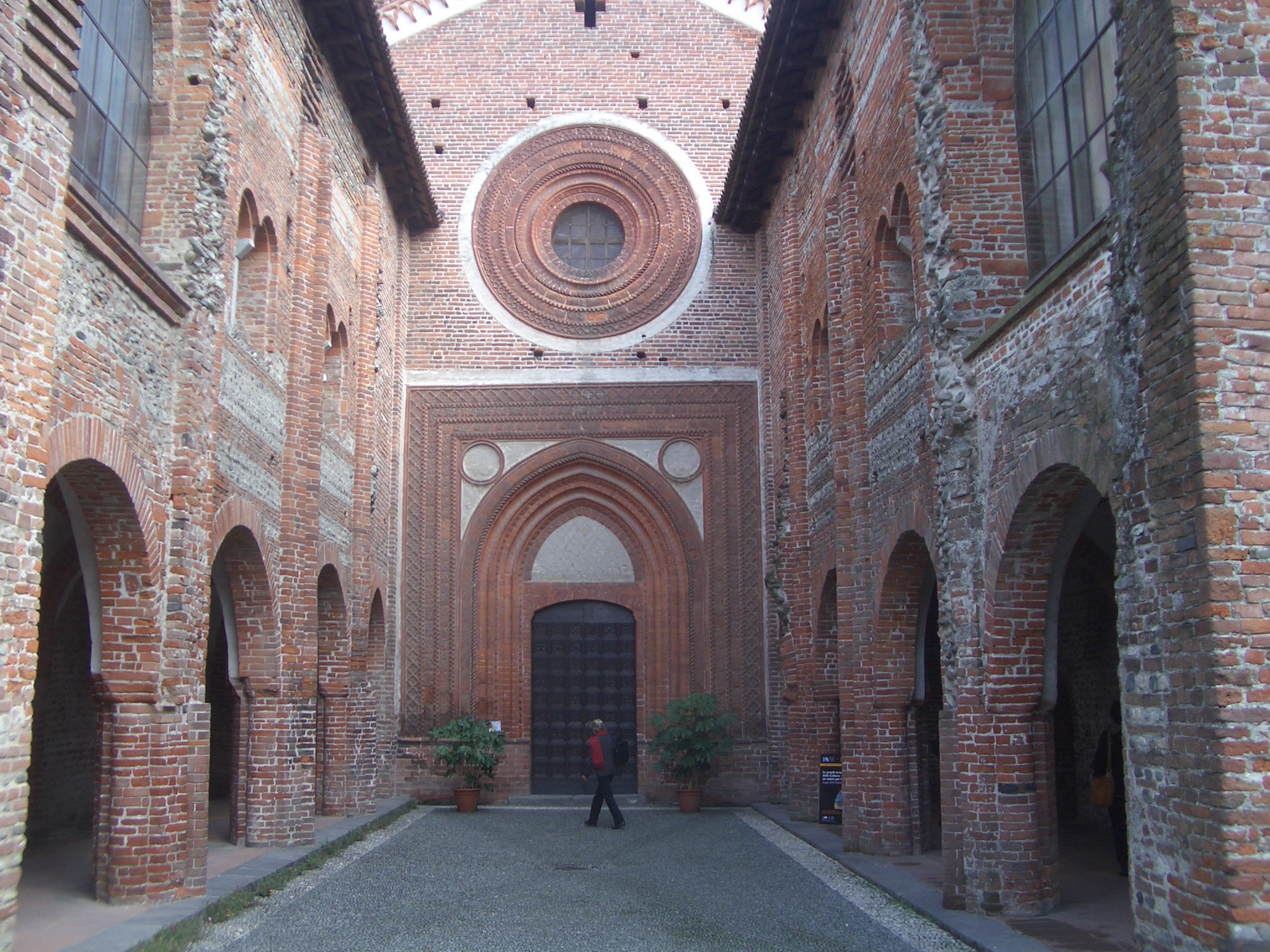
l'Abbazia dei Santi Nazario e Celso

- Terre dell'abbazia di San Nazzaro Sesia: Con la soppressione delle corporazioni religiose voluta fortemente da Napoleone, l'Abbazia di San Nazzaro Sesia e altri beni furono ceduti dalla Repubblica Francese alla famiglia Isnard, che forniva il vestiario all'Armata Italiana. Oggi le terre dell'Abbazia di San Nazzaro Sesia si identificano con il Tenimento Catello di proprietà Vercellotti, con alcuni fondi delle cascine Dossi e Ronchi.
- Terre Gautieri: Il 16 gennaio 1804 l'avvocato Michele Gautieri acquistò dal marchese Cesare Grimaldi il mulino del Bosco ed alcune terre di Casalbeltrame. Questa proprietà passò prima in successione al ramo dei Marenco di Moriondo e poi con atto 27 luglio 1961 alla Società Cartiere Ambrogio Binda. Con atto 20 dicembre 1973 le terre sono state cedute al dottor Mario Rubatto, che in onore ed in ricordo di sua madre ha mutato il nome in Baraggia Gautieri Santa Rosa. La tenuta ha un'estensione di oltre 321 ettari ed è oggi l'azienda più grande del Basso Novarese.
- Terre Lodi Cusani: Il tenimento cosiddetto Lodi Cusani ha avuto nel passato stretti legami con il territorio chiamato Devesio, che inglobava non solo il podere noto con tale nome, ma anche alla sinistra del Sesia, che si estendeva dal Santuario Madonna della Fontana (San Nazzaro Sesia) alla cascina Risi (Villata). Questi vasti territori, donati il 18 marzo 1596 al Collegio dei Padri della compagnia di Gesù di Vercelli da Giovan Francesco Biambino (religioso della stessa compagnia e membro della casata di Arborio), nel 1744 erano passati al cav.Carlo Ignazio Cusani tranne la cascina Risi, la cui proprietà restava alla compagnia di Gesù. Le tenute della famiglia Cusani comprendevano le cascine Nuova, Economia, Corte Grande di Villata, Mirabello, Roatella ecc. oltre ad altri tenimenti sparsi sul territorio di Villata. Alla famiglia Lodi Cusani, subentrarono, L'Ospedale di San Giovanni di Torino. Intorno al 1920 le terre sono state cedute ad altri proprietari ed acquirenti.
- Terre Tornielli: Con l'invasione di Napoleone fu soppressa (per volere dello stesso Napoleone) la corporazione religiosa della Commenda dei Santi Maurizio e Lazzaro di Borgo Vercelli ed i loro beni passarono a Giuseppe Monicault ed al conte Gaudenzio Tornielli. Quest'ultima famiglia diventò poi la più grande possedente del territorio in questione. Nel 1933 il marchese Luigi Tornielli era proprietario in Casalvolone di circa 436 ettari. Oggigiorno, queste terre, sono frazionate fra diversi proprietari[4].

### Sacro Monte di Orta
Sovrastante l'abitato di Orta, il Sacro Monte venne edificato alla fine del Cinquecento su progetto del frate Cappuccino Cleto da Castelletto Ticino. L'insieme delle cappelle si affaccia sul Lago d'Orta con aspetti paesistici altamente scenografici e suggestivi. Nel 2003 il Sacro Monte di Orta è stato inserito nella Lista del Patrimonio dell'Umanità, insieme ad altri sei Sacri Monti del Piemonte e due della Lombardia.

Il complesso è dedicato a san Francesco, riproposto in chiave di imitatore di Cristo. Per questa sua specificità – l'essere dedicato ad un santo anziché alla vita di Cristo o di Maria – si differenzia nettamente dagli altri Sacri Monti.

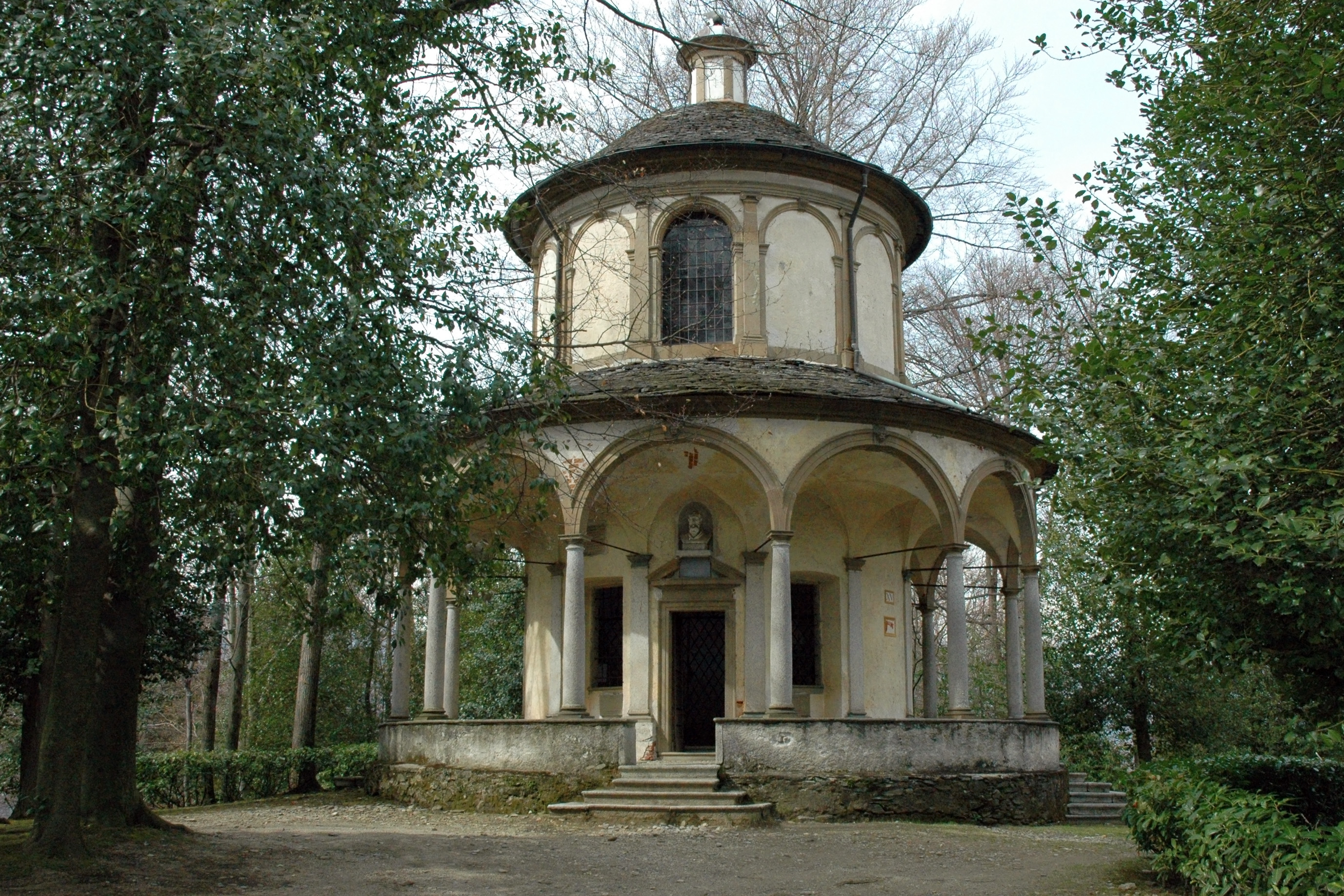
Sacro Monte di Orta Cappella 15, San Francesco riceve le stigmate
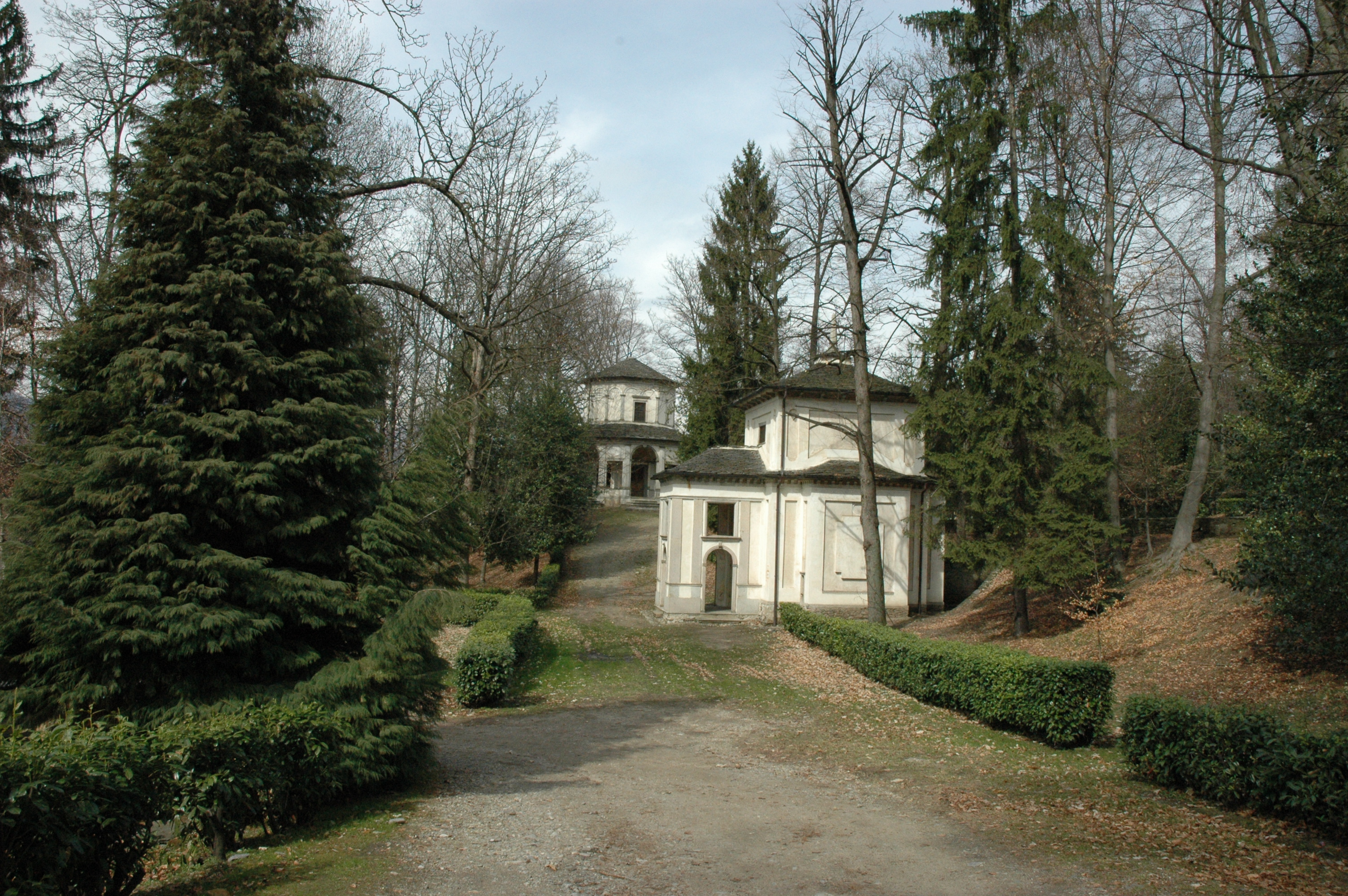
Sacro Monte di Orta Cappelle 7 e 9
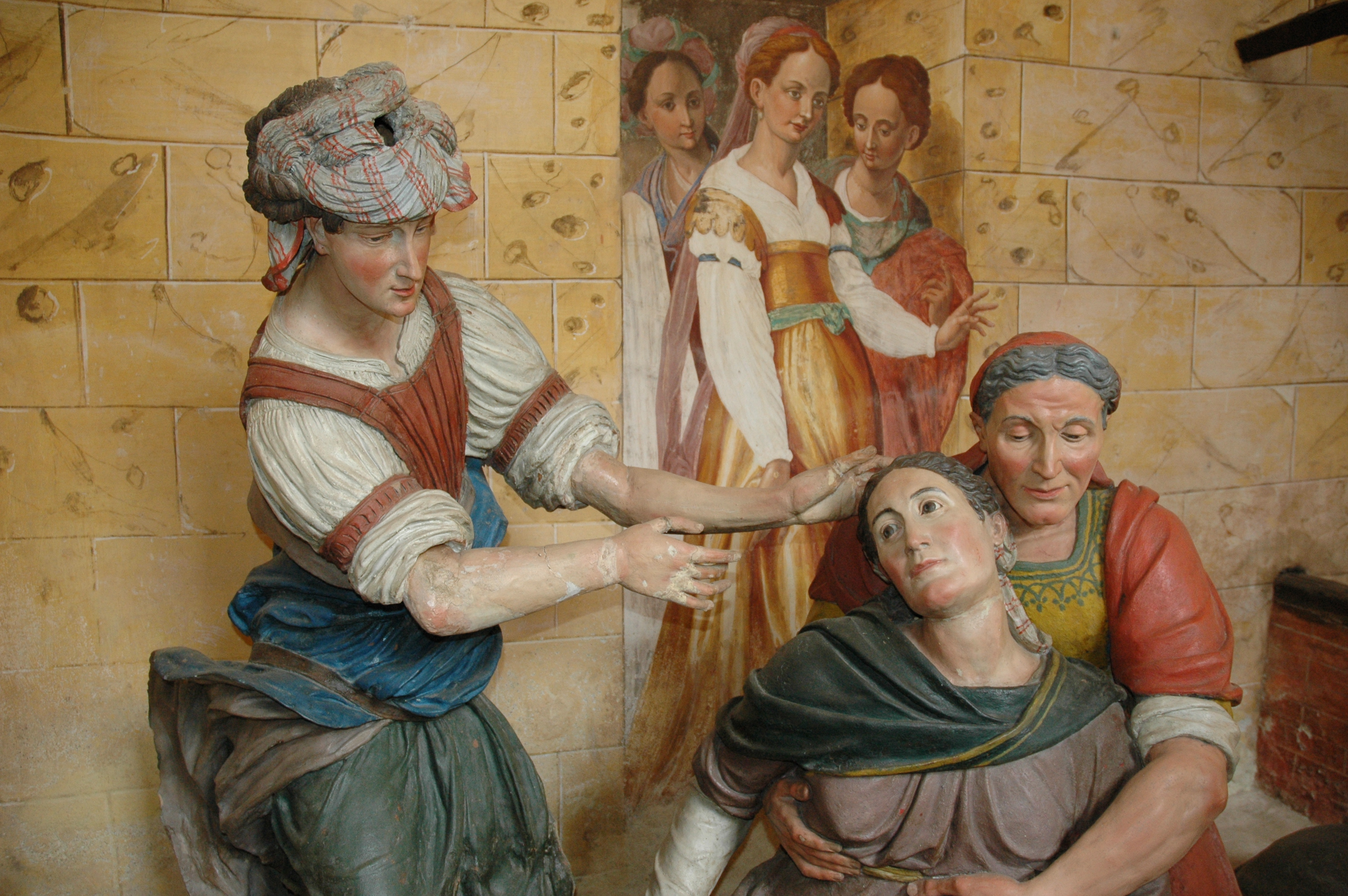
Sacro Monte di Orta Cristoforo Prestinari. Cappella 1, Nascita di San Francesco (particolare), circa 1605

### Dialetto
In provincia di Novara è presente una varietà linguistica e dialettale notevole, troviamo infatti:
- Dialetti di transizione:
  - Dialetto novarese: parlato nella maggior parte della provincia, è un dialetto di transizione lombardo-piemontese. Il dialetto urbano (della città di Novara) invece è consanguineo del milanese (anche se non mancano ovviamente le influenze piemontesi, es: la desinenza -uma nella prima persona plurale).
  - Dialetti dell'Alto Novarese: dialetti di transizione lombardo-piemontesi. Si parlano approssimativamente (da ovest a est) dalla fine della Valsesia fino a Oleggio Castello. Possiedono vari elementi di indubbia piemontesità come la desinenza -oma [uma] nella prima persona plurale (es: nui i parloma [parluma]), la vocalizzazione della "L" in "U" (es: càud e non cald, fàuss e non fals, àut e non alt...), i giorni della settimana, etc...
  - Dialetti cusiani: dialetti di transizione lombardo-piemontesi parlati anche nei comuni nella porzione novarese (la porzione meridionale) del Lago d'Orta.
  - Dialetti galliatese e romentinese: dialetti che, pur essendo più vicini geograficamente alla lombardia, presentano più elementi piemontesi rispetto al dialetto urbano di Novara (Novara è posta in mezzo ai corsi dei fiumi Sesia e Ticino). Questi dialetti sono molto simili al dialetto borgomanerese e a quelli dell'Alto Novarese pur essendo completamente staccati geograficamente.
  - Dialetti a sud di Novara: dialetti di transizione novaresi-lomellini. Sono influenzati dalle parlate della Lomellina, la regione geografica della provincia di Pavia che è sottostante alla provincia di Novara (tra il fiume Sesia e il fiume Ticino) e che anch'essa subisce influenze piemontesi a livello dialettale spostandosi sempre più verso ovest e influenze lombarde verso est.
- Lingua piemontese:
  - Dialetto valsesiano: dialetto della lingua piemontese parlato anche nei comuni Novaresi che appartengono geograficamente alla Valsesia (Romagnano Sesia, Grignasco, Prato Sesia).
  - Dialetto novarese occidentale: dialetto della lingua piemontese, molto simile al valsesiano. Presenta molte influenze dai dialetti vicini quali il novarese, il vercellese, il biellese e il valsesiano. I comuni che parlano questo dialetto sono quelli posti approssimativamente tra il Sesia e il torrente Agogna.
- Lingua lombarda:
  - Dialetto verbanese: dialetto appartenente alla Lingua lombarda con influenze piemontesi parlato nei comuni che si affacciano sul Lago Maggiore nel Basso Vergante (da sud a nord: Dormelletto, Arona, Lesa, Belgirate per poi arrivare nel Verbano-Cusio-Ossola a Stresa, Suna, Intra...).
  - Dialetto varesotto: dialetto lombardo della provincia di Varese parlato anche nel comune di Castelletto Sopra Ticino nella sua variante.
  - Dialetto novarese urbano.

## Religione

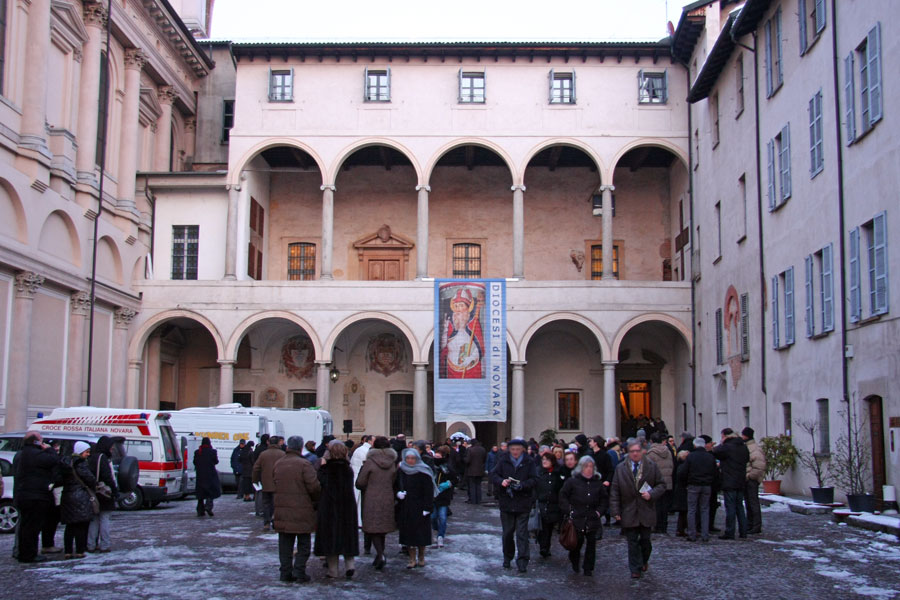
La sede del Vescovo a Novara

La religione maggiormente praticata è quella cattolica; gli stranieri invece sono in prevalenza musulmani. Sulla zona sono presenti anche diversi nuclei di Testimoni di Geova: nel comune di Novara sorge un centro di ritrovo chiamato Sala del Regno che attrae numerose persone anche dalle province vicine.

## Amministrazione

### Sedi giudiziarie
Il capoluogo è sede di Tribunale e di Procura della Repubblica (si è avanzata l'ipotesi di aprirvi anche una sede di Corte d'Appello).
Da Arona compresa fino all'estremo nord della provincia, il territorio è sotto la giurisdizione del Tribunale di Verbania.
Oltre a Novara, vi sono Giudici di Pace a Borgomanero e ad Arona (un tempo Pretori).

### Uffici finanziari
Vi sono in provincia sedi dell'Agenzia delle Entrate, oltre che nel capoluogo, anche a Borgomanero e ad Arona.

## Viabilità

### Ferrovie
Il Piemonte è la regione italiana con il maggior numero di chilometri di ferrovie.
In particolare le principali ferrovie della provincia di Novara sono:
- Torino - Milano (AV): si tratta di una linea ad alta velocità attualmente non più attiva per la fermata di Novara; il tratto Torino-Novara era stato attivato nel febbraio 2006 in concomitanza con i XX Giochi olimpici invernali di Torino, durante i quali sono anche entrati in funzione due Eurostar giornalieri tra Torino e l'Aeroporto di Milano-Malpensa; mentre il tratto Novara – Milano era stato attivato solo il 13 dicembre 2009, a causa dei ritardi nei lavori dovuti a problemi con gli espropri. La linea segue il tracciato dell'autostrada A4 Torino Trieste, correndole accanto.
- Torino-Milano: linea storica di grande rilevanza nazionale, con circa 150 treni al giorno in transito, elettrificata a doppio binario, lunga complessivamente circa 130 km; parte da Milano, scavalca il Ticino e segue la "Padana Superiore": le sue stazioni nella provincia sono: Trecate – Novara FS - (fermata dismessa di Gionzana) - (stazione dismessa di Ponzana) - (stazione dismessa di Orfengo) - per proseguire fino a Torino.
- Domodossola-Milano: linea di elevata importanza nel traffico internazionale, a doppio binario ed elettrificata, transita nella zona settentrionale della provincia, da Castelletto Ticino a Lesa. Le stazioni nel tratto provinciale sono Dormelletto, Arona, Meina, Lesa. Il traffico, oltre ai treni internazionali che non effettuano più fermata ad Arona, è regionale con destinazione Milano, Gallarate e Domodossola (per quanto riguarda le fermate dei treni sul suolo della provincia).
- Saronno-Novara (Ferrovienord): linea a binario singolo elettrificato che da Saronno raggiunge, passando per Busto Arsizio e Galliate, la città di Novara.
- Biella-Novara: linea secondaria a binario semplice non elettrificato, si diparte dal capoluogo e poi ferma a Nibbia – Casaleggio Novara – Carpignano Sesia per proseguire oltre il fiume Sesia fino a Biella.
- Alessandria-Arona: altra importante linea nazionale, che proviene da sud attraversando la Lomellina ed entra nel confine provinciale a binario doppio elettrificato; le sue fermate sono: Borgolavezzaro – Vespolate – Novara FS – Vignale (ove si riduce a binario elettrificato singolo, anche se nel 2004 è stato formulato il progetto di raddoppiarla) e prosegue per Bellinzago – Oleggio – Marano Ticino – Varallo Pombia – Borgoticino – Dormelletto Paese e, infine, Arona, ove s'immette sulla linea del Sempione.
- Luino-Oleggio: linea a binario singolo, elettrificata, che nasce ad Oleggio dalla linea Alessandria – Arona, passa per le piccole stazioni di Pombia, Porto Varallo Pombia (dove fermava una sola coppia di treni al giorno), Castelletto Ticino e poi attraversa il Ponte di Ferro di Sesto Calende e prosegue il percorso in Lombardia; questa linea è tuttora utilizzata unicamente da treni merci e la linea passeggeri non è sostituita da alcun tipo di mezzo.
- Domodossola-Novara: linea a binario singolo elettrificato che si diparte dalla linea Alessandria – Arona a Vignale e prosegue seguendo la SS229 per le stazioni di Caltignaga – Momo - Vaprio d'Agogna – Suno – Cressa-Fontaneto – Borgomanero – Gozzano (da cui si diramava la breve linea per Alzo) – Bolzano Novarese – Orta Miasino – Pettenasco e prosegue nella provincia del Verbano-Cusio-Ossola fino a Domodossola, dove da Premosello-Chiovenda, corre parallela alla Domodossola-Milano.
- Varallo-Novara: linea secondaria a binario singolo non elettrificato parte dal capoluogo e poi effettua fermate a Briona – Fara Novarese – Sizzano – Ghemme – Romagnano Sesia – Prato Sesia – Grignasco, per proseguire in Provincia di Vercelli fino a Varallo.

### Strade

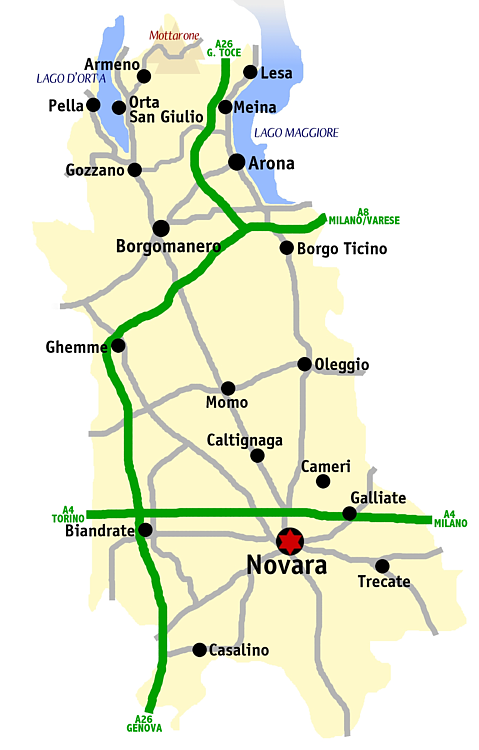
Mappa stradale essenziale della provincia di Novara

La provincia di Novara ha un sistema di strade molto antico, probabilmente realizzato originariamente dai Romani, ampliato nel medioevo: all'incirca 700 km (considerando solo la rete ormai asfaltata).
Il sistema stradale si basa, essenzialmente, su una griglia principale a tela di ragno, incentrata sul capoluogo, dove l'importante arteria ex Strada statale 11 Padana Superiore, (ora Regionale), che attraversa l'intera pianura, incontra il corridoio Genova-Svizzera, comprendente l'ex Statale 211 della Lomellina, (ora Provinciale), che va da Novi Ligure fino a Novara, e poi i quattro rami principali che si dipartono verso nord: la Statale 32 Ticinese, che a Castelletto Ticino si collega alla Statale 33 del Sempione, la Statale 229 del Lago d'Orta, che conduce verso il Sempione passando dal lago d'Orta, la Strada statale 299 di Alagna, che conduce in Valsesia e, infine, la Statale 341 Gallaratese, che arriva fino a Varese; le restanti strade, perlopiù provinciali, formano una fittissima rete di interconnessione.
Autostrade:
- Torino-Trieste: segue, grosso modo, l'importante tracciato della Padana Superiore, attraversando la provincia da ovest a est;
- Bretella di Gattico: unisce la A8 Milano-Varese (bivio di Gallarate) con la A26 (bivio di Gattico);
- Genova Voltri-Gravellona Toce detta dei Trafori: parte dalla costa sul mar Ligure in corrispondenza di Voltri (quartiere di Genova) e dopo aver attraversato da sud a nord tutto il Novarese, arriva fino a Gravellona Toce (VB).

Strade Statali:
- Ticinese: Novara – Bellinzago Novarese – Oleggio – Marano Ticino – Borgo Ticino – Castelletto sopra Ticino – Arona.
- del Sempione: Milano (MI) - Sesto Calende (VA) - Castelletto sopra Ticino – Arona – Stresa (VB) - Gravellona Toce (VB) - Domodossola (VB) - Confine di Stato di Iselle – Passo del Sempione.
- dell'Aeroporto della Malpensa: Gallarate (VA) - Somma Lombardo (VA) - Varallo Pombia.
- Gallaratese: Novara – Galliate – Turbigo (MI) - Gallarate (VA) - Castronno (VA) - Varese.

Strade Regionali (strade ex Statali divenute Regionali in seguito al decreto legislativo n. 112 del 1998):
- Padana Superiore: Torino (TO) - Orfengo di Casalino – Novara – Trecate – Boffalora Sopra Ticino (MI) - Venezia (VE)
- Biellese: Biella – Gattinara (VC) - Romagnano Sesia – Borgomanero – Arona
- della Lomellina: Novi Ligure (AL) - Mortara (PV) - Vespolate – Novara
- del Lago d'Orta: Novara – Momo – Borgomanero – Gozzano – Omegna (VB) - Gravellona Toce (VB)
- 229/II del Lago d'Orta, tangenziale di Borgomanero: Borgomanero sud (SR 229) - SP 32dir – Borgomanero est (SR 142)

Strade Provinciali:
Questo è l'attuale patrimonio stradale della provincia; l'attuale numerazione proviene da un piano di strade "provincializzabili" richiesto di redigere all'amministrazione provinciale entro la fine del 1958: questo piano andava da 1 a 95, strade che vennero pian piano provincializzate fra il 1960 e il 1964; da lì proseguirono ulteriori strade provincializzate. Ora risulta pesantemente incompleta a causa di numerose strade cedute alla neonata Provincia del Verbano Cusio Ossola, nonché molte altre declassificate a comunali, o Statalizzate (come la Provinciale 1, Statalizzata nel 1959, ora ex Strada statale 229 del Lago d'Orta).
Sono inoltre in gestione alla provincia le 4 ex Statali ora Regionali passanti sul territorio della provincia (Vedi Sopra o nell'elenco sotto).

## Comuni

I confini dei comuni della provincia

Appartengono alla provincia di Novara i seguenti 87 comuni: 
- Agrate Conturbia
- Ameno
- Armeno
- Arona
- Barengo
- Bellinzago Novarese
- Biandrate
- Boca
- Bogogno
- Bolzano Novarese
- Borgo Ticino
- Borgolavezzaro
- Borgomanero
- Briga Novarese
- Briona
- Caltignaga
- Cameri
- Carpignano Sesia
- Casalbeltrame
- Casaleggio Novara
- Casalino
- Casalvolone
- Castellazzo Novarese
- Castelletto sopra Ticino
- Cavaglietto
- Cavaglio d'Agogna
- Cavallirio
- Cerano
- Colazza
- Comignago
- Cressa
- Cureggio
- Divignano
- Dormelletto
- Fara Novarese
- Fontaneto d'Agogna
- Galliate
- Garbagna Novarese
- Gargallo
- Gattico-Veruno
- Ghemme
- Gozzano
- Granozzo con Monticello
- Grignasco
- Invorio
- Landiona
- Lesa
- Maggiora
- Mandello Vitta
- Marano Ticino
- Massino Visconti
- Meina
- Mezzomerico
- Miasino
- Momo
- Nebbiuno
- Nibbiola
- Novara
- Oleggio
- Oleggio Castello
- Orta San Giulio
- Paruzzaro
- Pella
- Pettenasco
- Pisano
- Pogno
- Pombia
- Prato Sesia
- Recetto
- Romagnano Sesia
- Romentino
- San Maurizio d'Opaglio
- San Nazzaro Sesia
- San Pietro Mosezzo
- Sillavengo
- Sizzano
- Soriso
- Sozzago
- Suno
- Terdobbiate
- Tornaco
- Trecate
- Vaprio d'Agogna
- Varallo Pombia
- Vespolate
- Vicolungo
- Vinzaglio

### Comuni più popolosi
Di seguito è riportata la lista dei comuni più popolosi della provincia:
| Pos. | Stemma | Comune                   | Popolazione (ab) | Superficie (km²) | Densità (ab/km²) | Altitudine (m s.l.m.) |
| ---- | ------ | ------------------------ | ---------------- | ---------------- | ---------------- | --------------------- |
| 1°   |        | Novara                   | 101 257          | 103              | 983              | 162                   |
| 2°   |        | Borgomanero              | 21 188           | 32               | 657              | 307                   |
| 3°   |        | Trecate                  | 20 510           | 38               | 537              | 136                   |
| 4°   |        | Galliate                 | 15 587           | 29               | 531              | 154                   |
| 5°   |        | Oleggio                  | 14 215           | 37               | 376              | 232                   |
| 6°   |        | Arona                    | 13 694           | 15               | 903              | 212                   |
| 7°   |        | Cameri                   | 10 856           | 39               | 274              | 161                   |
| 8°   |        | Castelletto sopra Ticino | 9 820            | 14               | 671              | 226                   |
| 9°   |        | Bellinzago Novarese      | 9 407            | 39               | 240              | 192                   |